# Rogliano (Italia)
Rogliano è un comune italiano di 5 154 abitanti della provincia di Cosenza in Calabria. Si tratta del centro maggiore della valle del Savuto, fiume che attraversa il suo territorio; è denominato anche borgo delle 12 chiese. Il paese, ad eccezione di alcuni rioni, fu distrutto dal violento terremoto del 1638.

## Geografia fisica
Il territorio del comune, di 41,68 km², è dominato dal Colle di Figurella e si trova ad un'altitudine compresa tra i 339 e i 1 443 metri sul livello del mare.
A valle della cittadina, nella zona denominata "Curtivetere" e "Caminella", scorre il fiume Savuto. Il territorio del paese si estende fino a località " Poverella ", in prossimità del Parco Nazionale della Sila. Rogliano è circondato da profonde vallate ricche di fauna e vegetazione.

## Storia
Ci sono due ipotesi sulle origini di Rogliano. Nella prima, Rogliano viene considerato parte dei Casali di Cosenza risalenti all'anno 980 circa. Secondo gli storici, in questo periodo, alcuni abitanti di Cosenza, per sfuggire alle incursioni saracene, abbandonarono la città per rifugiarsi sulle colline limitrofe della Presila, costituendo delle borgate autonome dette appunto casali. Secondo questa versione si costituirono circa cento paesini, ripartiti poi in cinque preture, tra le quali una fu proprio quella di Rogliano. Questa ipotesi sembra essere in contrasto con quanto affermato dal Tribunale Provinciale nel 1782, il quale in una sentenza affermò che la città di Rogliano era una città libera, mai stata sotto il dominio di Cosenza. Già prima del 1745 si parla di Rogliano come di “città”; alla stessa infatti venne conferito questo titolo con dispaccio reale il 3 giugno 1745 per volere di Carlo III di Borbone, lo stesso riconfermato con ulteriore dispaccio reale il 17 novembre 1758.
Nella seconda ipotesi si sostiene che Rogliano fosse preesistente ai casali cosentini e che questa subì un notevole ripopolamento in seguito alle incursioni saracene. Testimonianze che sostengono la veridicità di quest'ultima ipotesi sono date da un manoscritto del 1748, confermata anche da don Alessandro Adami nel 1936, secondo le quali: ”Rogliano al tempo degli Aurunci o Musoni, popoli che abitarono l'Italia media, era detta città di Sabasio edificata da Sabasio, figlio di Cur, che diede il nome di Sabasio al fiume Savuto, presso le cui acque era edificata.” Più tardi: ”Enotrio, ex re dell'Arcadia, approdato in Calabria, dopo aver risalito il fiume Savuto, arrivato al luogo Tavolaria, imbattutosi con il nemico, usò lo stratagemma di invitarlo a tavola e quindi nel colmo delle gozzoviglie lo fece a pezzi. Da allora quel luogo venne chiamato "Tabularia”, pranzo perverso. Indi Enotrio, risalì la montagna ed in un luogo elevato, alle falde del monte S. Croce, ora “Crocicchia”, edificò la nuova città chiamata Rublanum, cioè rosseggiante per un pezzo di marmo rosso innalzato nel mezzo di un antico bosco dagli Enotri, come idolo alla dea Diana.”
A testimonianza del fatto che l'edificazione di Rogliano sia anteriore all'esistenza dei Casali del Manco, si indica il ritrovamento di frammenti marmorei su cui erano incise delle iscrizioni greche, tra cui più precisamente “Bret“, che in greco vuol dire “dei Brezi”, e inoltre degli scritti ellenici che certificherebbero la presenza di un tempio pagano risalente al periodo della prima Federazione Eretica (1249-753 a.C.). Dal racconto dello storico T. Morelli si evince che il ritrovamento di questi frammenti marmorei ebbe luogo nel 1569 quando in Rogliano veniva edificata la chiesa della Madonna delle Grazie dove preesisteva presso lo stesso torrente Camina la chiesa di Santa Sofia.
Vi sono diverse ipotesi sull'origine del nome "Rogliano". Una prima sostiene che il nome derivi da Rublanum, conferito in tempi antichi per la sua rubedine terrae, ovvero terra rossa. Un'altra ipotesi sostiene che il nome sia legato alla fertilità della terra. Nel tempo il nome si è evoluto: dalla vera e propria evoluzione temporale del termine latino "Rubilanum",  definendolo intorno al Mille come terra Rugliani, verso il Duecento come Praedium Rubiliani e ancora cento anni più tardi Casalis Rublani.
Un'altra possibile etimologia del nome Rogliano è Rullianum, ovvero "terra di Rullio".
Nel periodo antecedente alla suddetta data il paese era ubicato più a valle del luogo dove attualmente è collocato. La planimetria del centro abitato era frammentaria e concentrata soprattutto intorno alle chiese così da formare più “rioni“. Ad esempio, il rione Cuti si sviluppava intorno alle chiese di S. Lucia e S. Maria in caratteristiche viuzze dette “rughe“. Più a Nord erano posti i rioni Rota e Donnanni che si estendevano in una caratteristica forma ad L intorno alla chiesa di S. Giorgio. Vi erano poi, e vi sono tuttora, i rioni Spani e Patinelli intorno alla chiesa di San Pietro, ed infine più a Sud il piccolo rione Serra che si suppone dipendesse dalla parrocchia di S. Nicola situata più a Sud, perché in esso non erano presenti chiese prima del sisma. Anche l'attuale Marzi fu un rione roglianese detto “Li Marzi“, che divenne poi nel 1807 un comune autonomo.
Il terremoto del 27 marzo 1638 causò la morte di 1 200 persone ed il paese fu raso al suolo. Il maggior numero di vittime si ebbe all'interno della chiesa di S. Pietro, durante la celebrazione della funzione religiosa per la Domenica delle Palme. Il terremoto stesso costrinse gli abitanti a spostarsi più a monte: locazione più favorevole per difendersi dalle frane. La ricostruzione portò ad un nuovo assetto urbano in cui il paese assunse una peculiare forma a ferro di cavallo. Nel rione fra Spani e Donnanni il Duomo, ovvero la chiesa di S. Pietro, fu riedificata dopo il terremoto e in ricordo di questo evento vennero poste due lapidi, situate sul lato sinistro della chiesa.
Negli anni della seconda guerra mondiale, tra il 1940 e il 1943, Rogliano fu uno dei 14 comuni della Calabria designati dalle autorità fasciste ad accogliere profughi ebrei in internamento libero. I 23 internati provenivano dalla Germania, dall'Austria e dalla Polonia. Nel settembre 1943, i 15 di essi, che si trovavano ancora in paese, furono tutti liberati con l'arrivo dell'esercito alleato e così i 4 di loro trasferiti nel frattempo a Ferramonti. Furono invece deportati ad Auschwitz i quattro membri della famiglia Oberzanek (padre, madre e due figli) che da Rogliano erano stati trasferiti a Villanova d'Asti nell'ottobre 1941.

### Simboli
Lo stemma e il gonfalone di Rogliano sono stati concessi con decreto del presidente della Repubblica del 2 ottobre 1995.
Il gonfalone è un drappo di giallo.

## Monumenti e luoghi d'interesse
Tra le attrazioni turistiche vi è il centro storico, formato dai rioni Serra, Spani, Donnanni, Cuti e Forche. Caratteristiche sono le cosiddette "rughe" del centro cittadino.

### Edifici religiosi
Rogliano è anche conosciuto per le sue chiese.

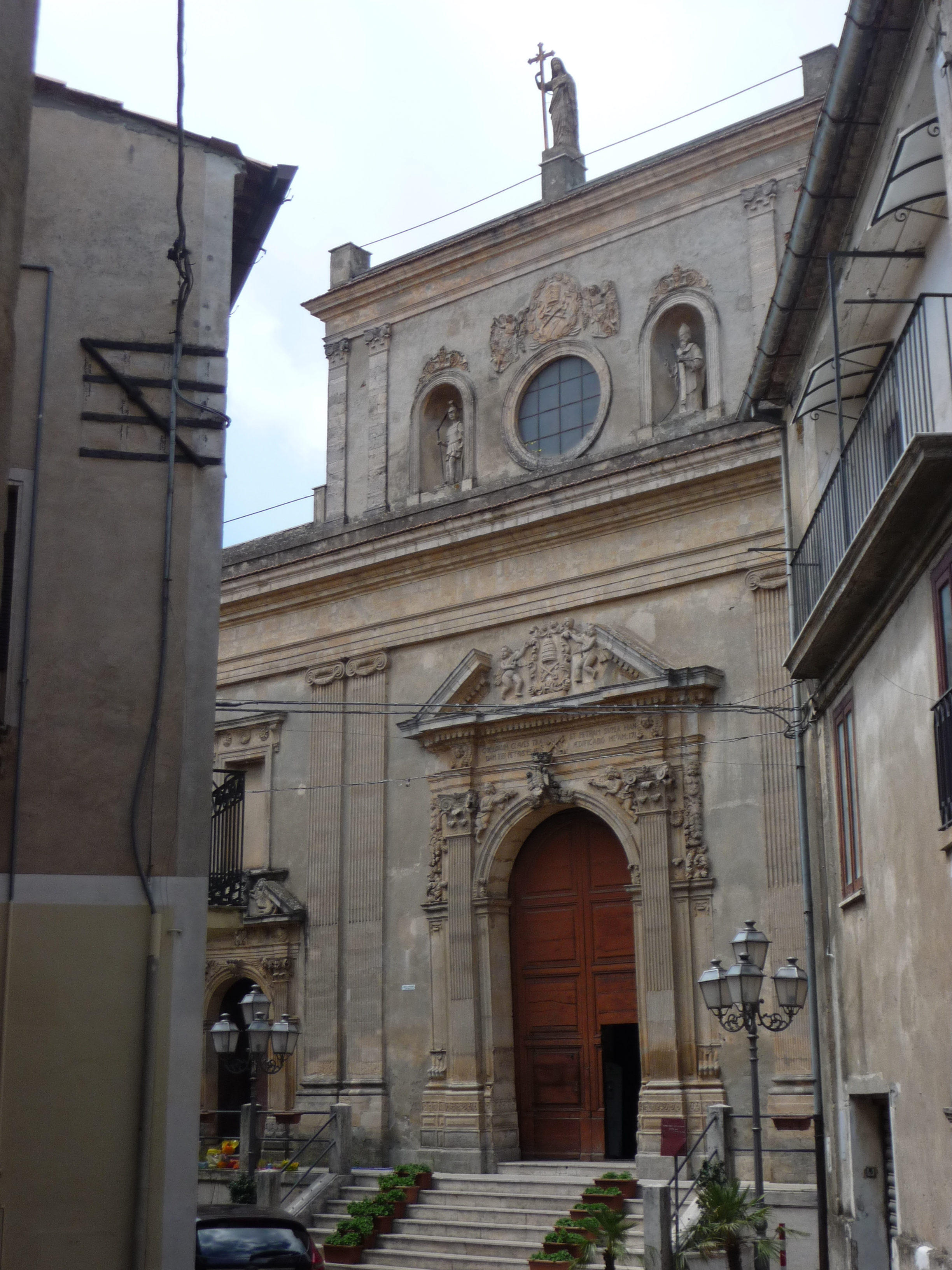
Duomo dei Santi Pietro e Paolo

Il Duomo dei Santi Pietro e Paolo venne costruito nel 1717, come testimoniano due bolle pontificie, risalenti al 1748, in cui venne conferito il titolo di Decanato a S. Pietro e di Primiceriato a S. Giorgio. La campana maggiore, recuperata dopo il terremoto del 1638, risale al 1333. Completamente distrutta dal disastroso terremoto, la chiesa venne ricostruita nel giro di pochi anni. La prospettiva in tufo "ammorbidita" con eleganti raffigurazioni, venne ultimata nel 1717 con tutte le sue colonne in stile dorico, ionico e corinzio.  L'interno presenta un'architettura a tre navate, dallo stile barocco.
La chiesa di Santa Maria alle Croci è ubicata nel rione Cuti ed è risalente alla fine del Cinquecento. Attiguo alla stessa vi era un monastero dei Padri del Terzo Ordine di San Francesco di Assisi, soppresso nell'anno 1653 con bolla di Papa Innocenzo X. Il portale, costruito nel 1777, è in tufo.
La chiesa dei Santi Domenico e Nicola risale al XVII secolo; il portale in tufo fu costruito nel 1652. L'interno della chiesa è ad una sola navata. Il quadro dell'altare maggiore è una riproduzione a mosaico del Sassoferrato e rappresenta la Madonna col Bambino, San Domenico e Santa Rita.
La chiesa di San Giorgio, sita nel rione Donnanni, risale ai primi anni del decennio del 1500 ed è caratterizzata dallo stile rinascimentale. La costruzione venne ultimata nel 1544, dopo essere stata ubicata laddove sorgeva sin dal 1181 un altro tempio in cui si venerava la Madonna della Sanità.
La chiesa di Sant'Ippolito era un'antica cappella costruita nel 1638, dedicata alla Vergine della Sanità. La piccola cappella fu ampliata tra il 1702 e il 1707 e dedicata a Sant'Ippolito. Il portale, costruito in tufo, è del 1709.
La chiesetta di San Michele, risalente al XVIII secolo ed ubicata in contrada Serra, è un esempio di chiesetta rurale.
La chiesa della Madonna delle Grazie, o di "Camina", fu realizzata nel 1569 o secondo l'Andreotti nel 1616. Di particolare pregio il soffitto finemente lavorato in oro zecchino e l'altare unitamente ai due altari laterali. All'interno è presente un lapide tufacea e la statua lignea di Maria Ss.ma delle Grazie di particolare bellezza. Il portale esterno è opera degli scalpellini roglianesi come il portone in legno scolpito.
La chiesa dedicata a San Giuseppe (o Santa Maria Maggiore in Santo Spirito) presenta un'architettura a croce greco-ortodossa con cupola ottagonale, oggi adibita a museo d'arte sacra.

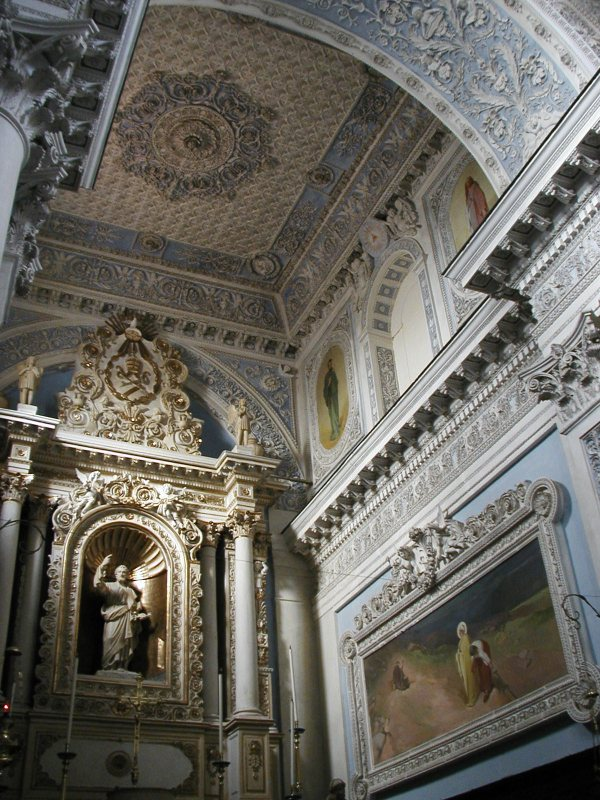
Particolare dell'Altare di San Pietro
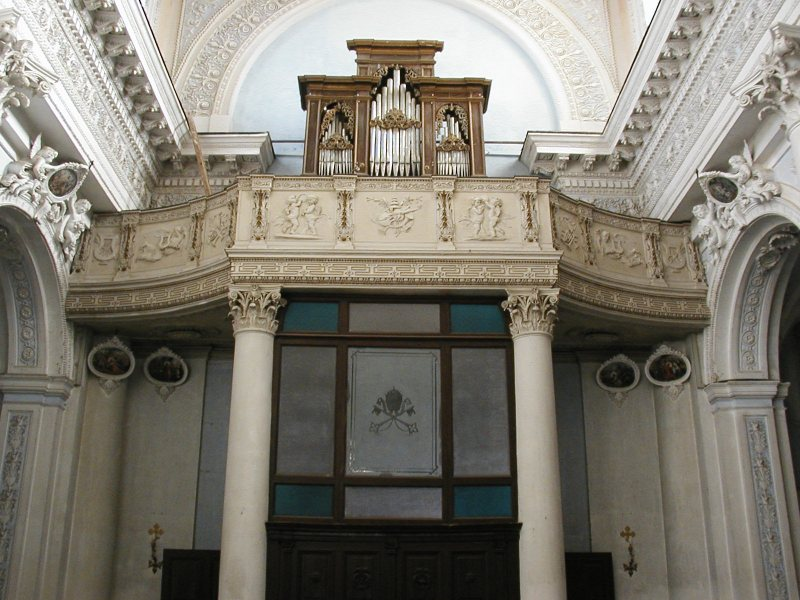
Particolare dell'organo del Duomo
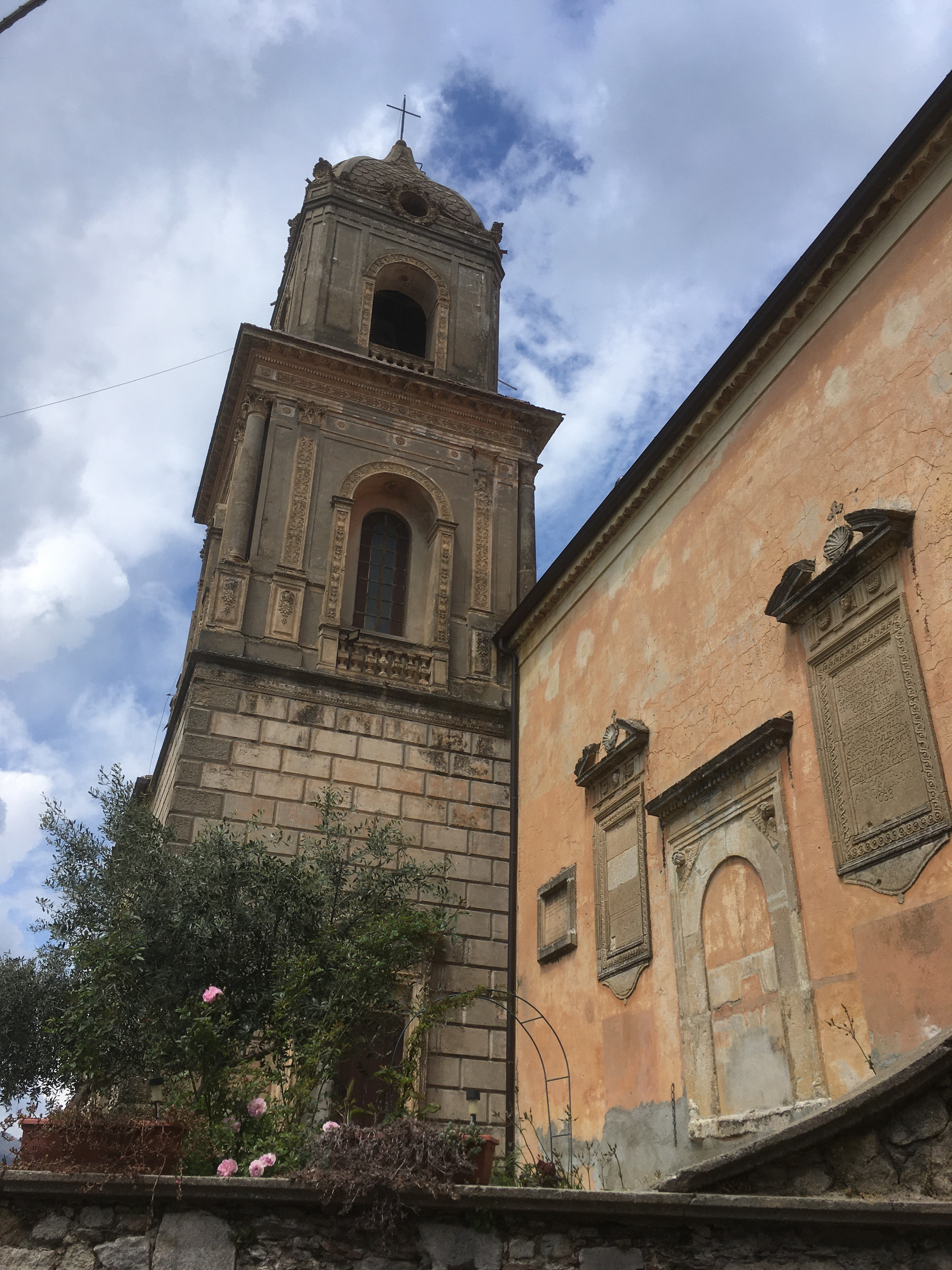
Santa Maria delle Croci
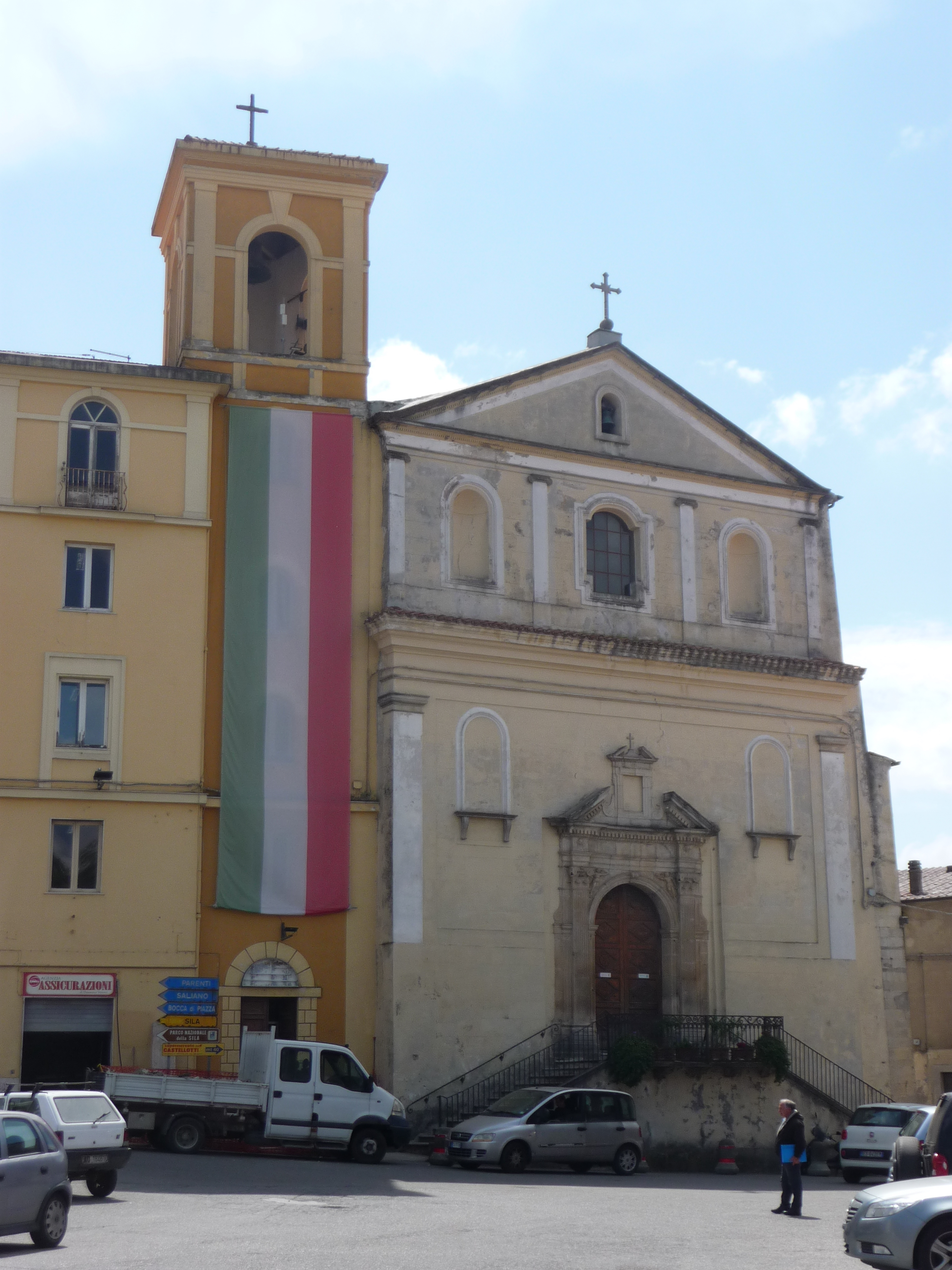
Santi Domenico e Nicola, accanto al municipio
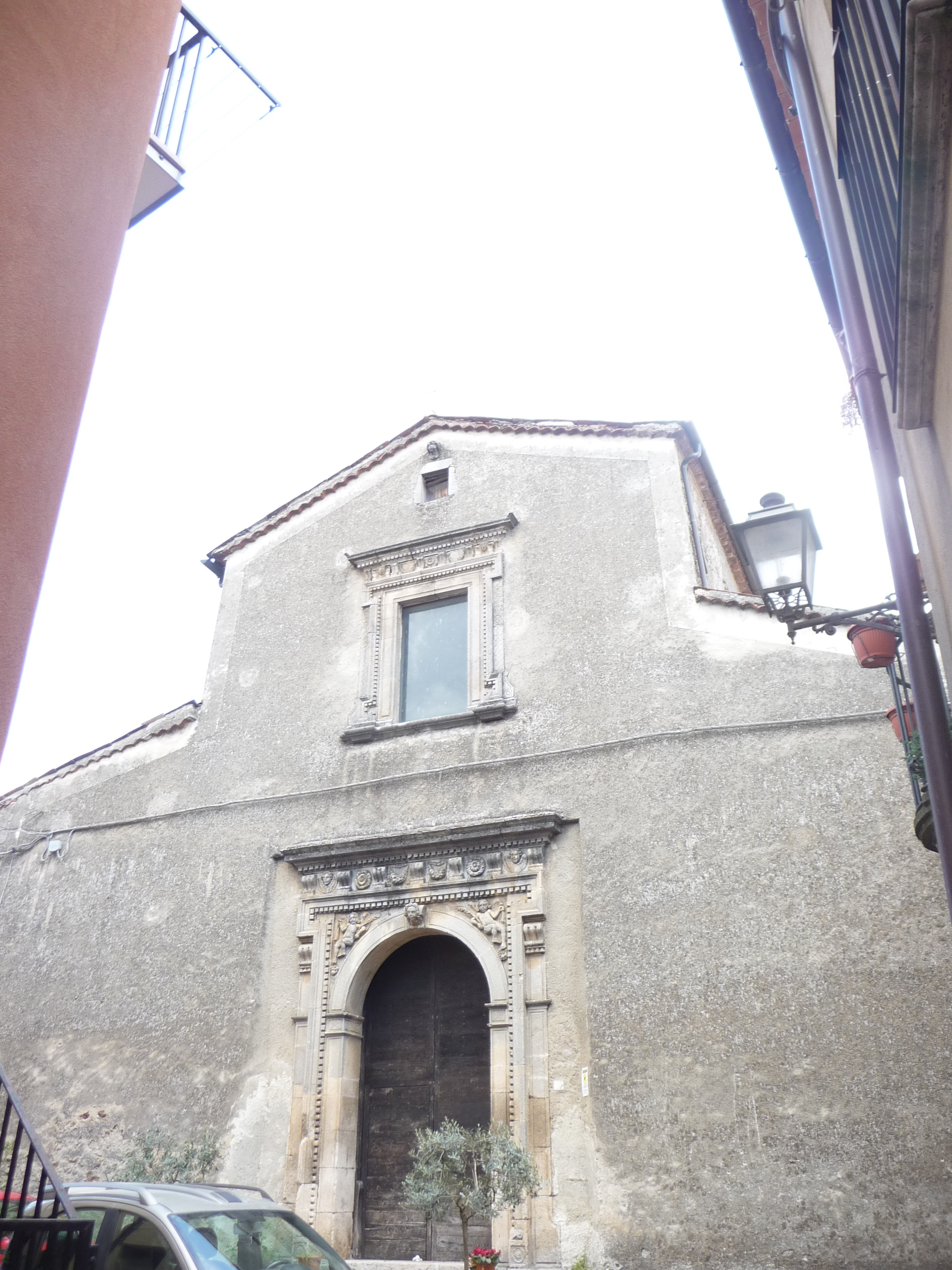
San Giorgio
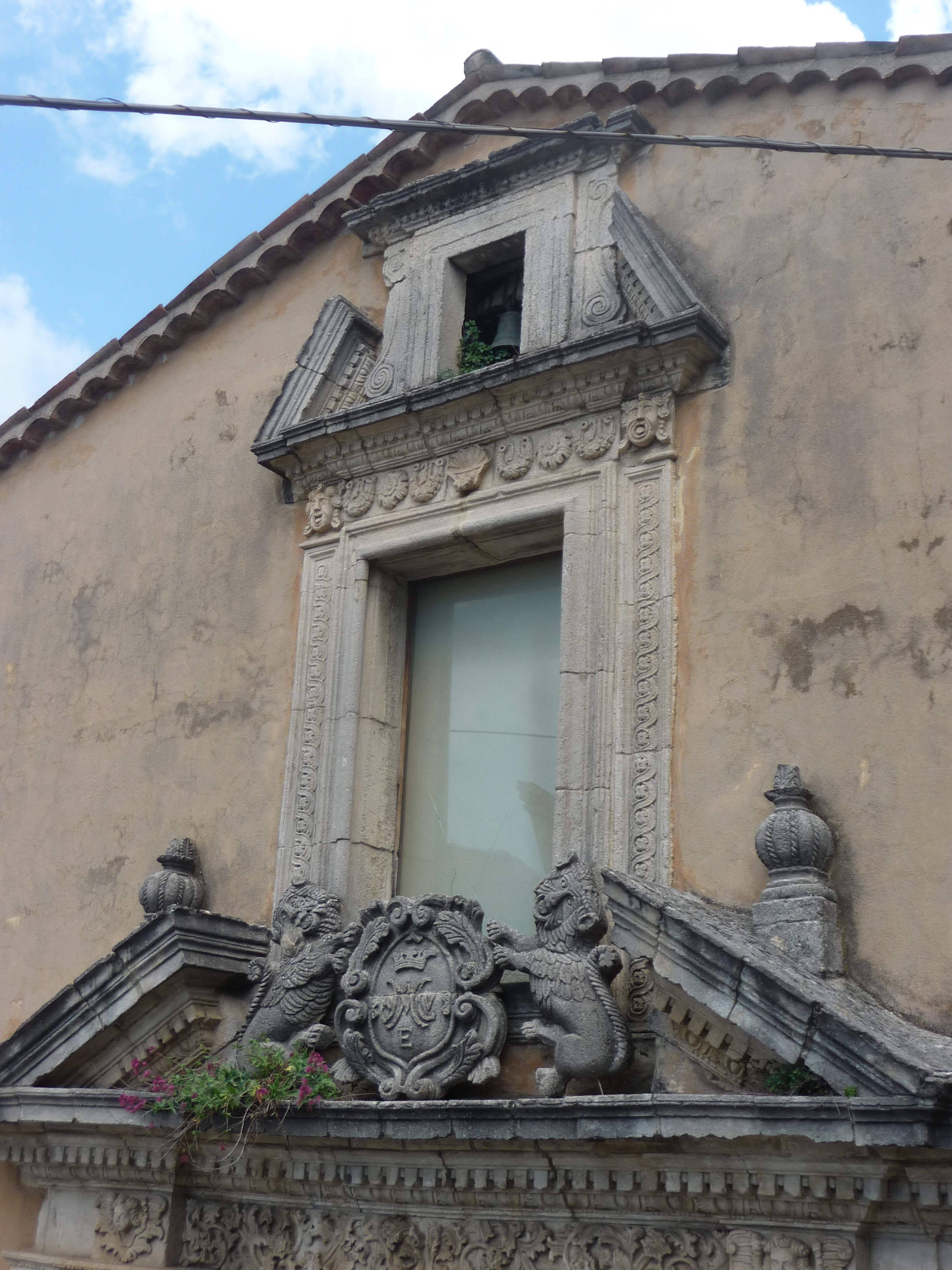
Sant'Ippolito, dettaglio della facciata
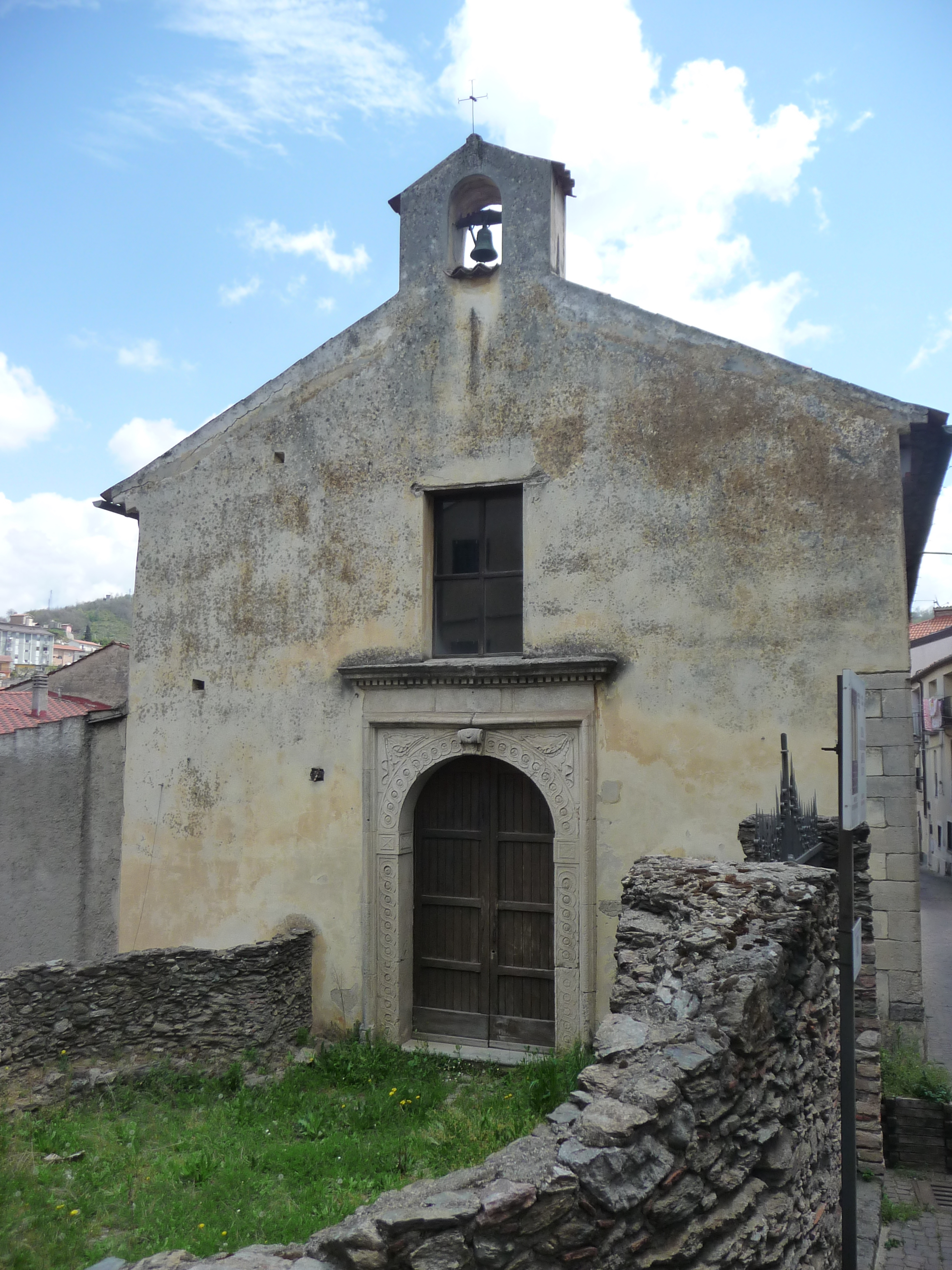
Santa Maria Assunta
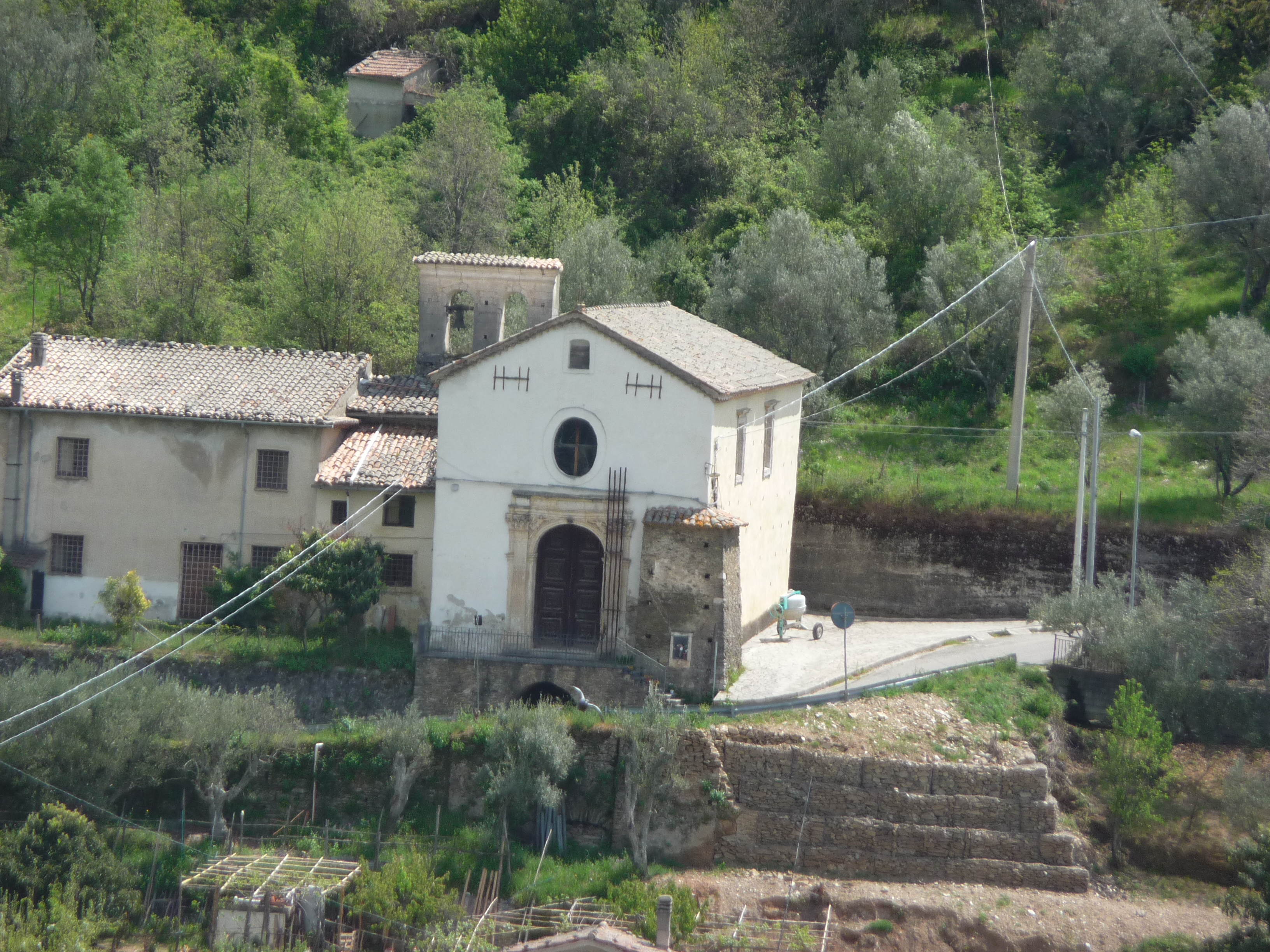
Madonna delle Grazie
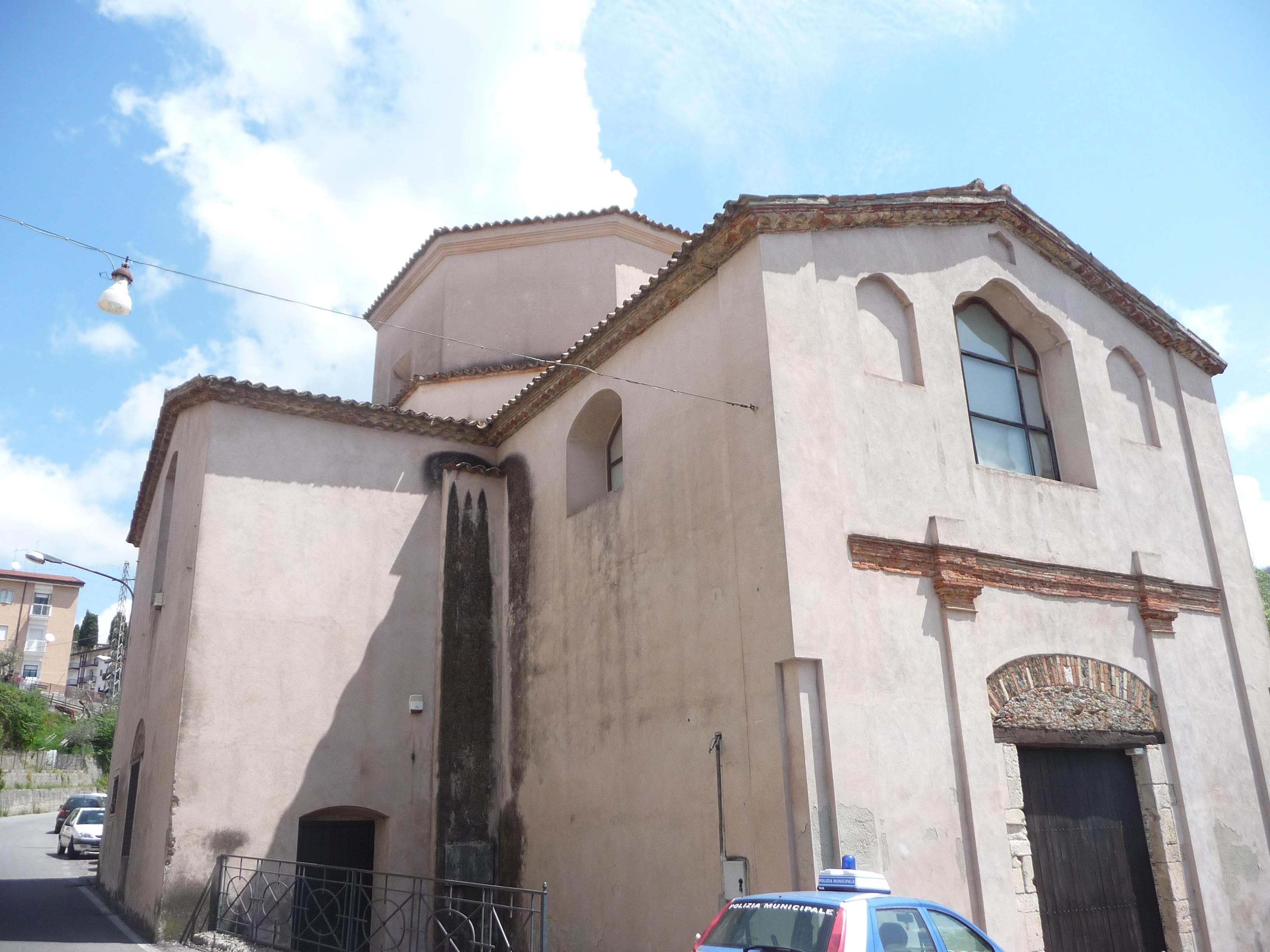
La chiesa sconsacrata di Santa Maria Maggiore in Santo Spirito, sede del museo d'Arte Sacra San Giuseppe
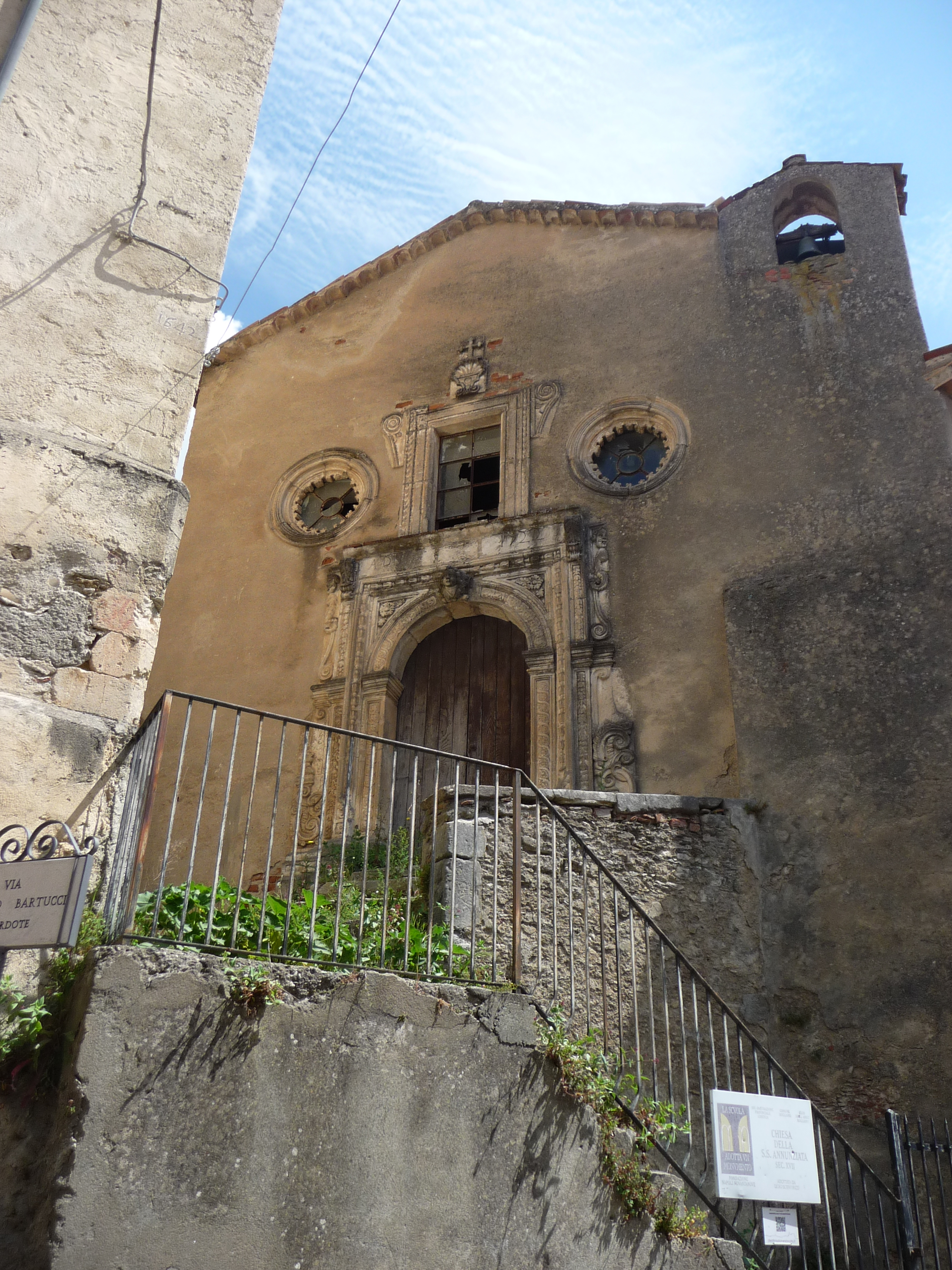
Santissima Annunziata

### Edifici civili

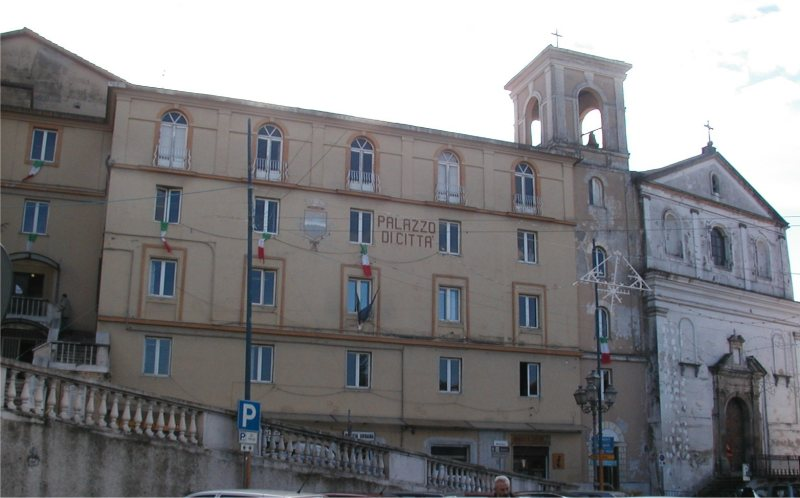
Il Municipio di Rogliano

Ulteriori monumenti di interesse sono il Palazzo Morelli, ubicato al termine di corso Umberto, che accolse fra le sue mura, fra gli altri, Ferdinando II di Borbone, Giuseppe Garibaldi e il più volte ministro, nei primi anni del '900, Luigi Fera, nativo della vicina Cellara. Il Palazzo Ricciulli, situato nel rione Spani, accolse Carlo V, come testimonia una targa marmorea.
Ritrovo dei roglianesi è piazza San Domenico, sulla quale si affacciano l'omonima chiesa settecentesca, il palazzo comunale, già convento dei Domenicani, e la villa comunale.

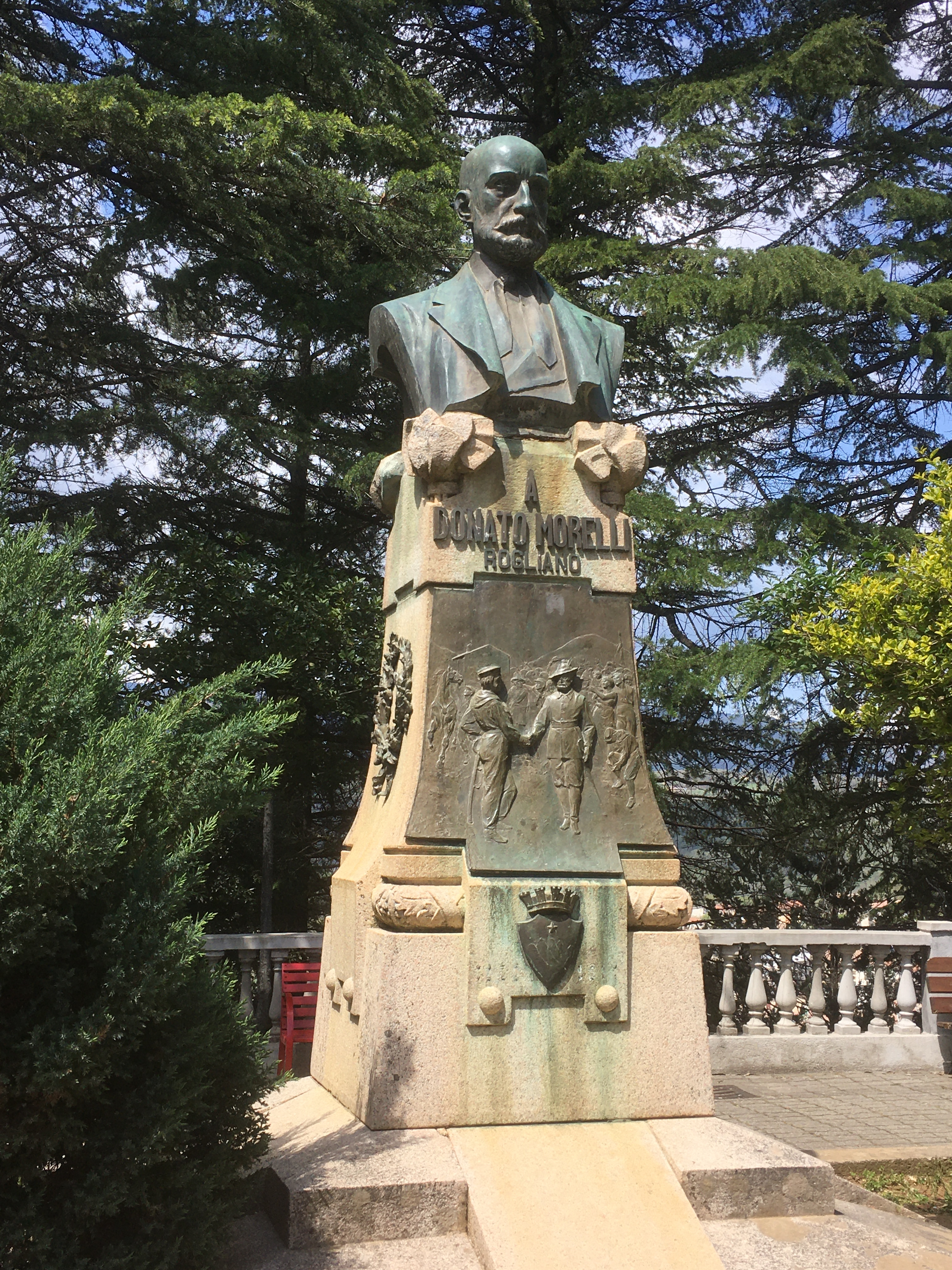
Monumento a Donato Morelli
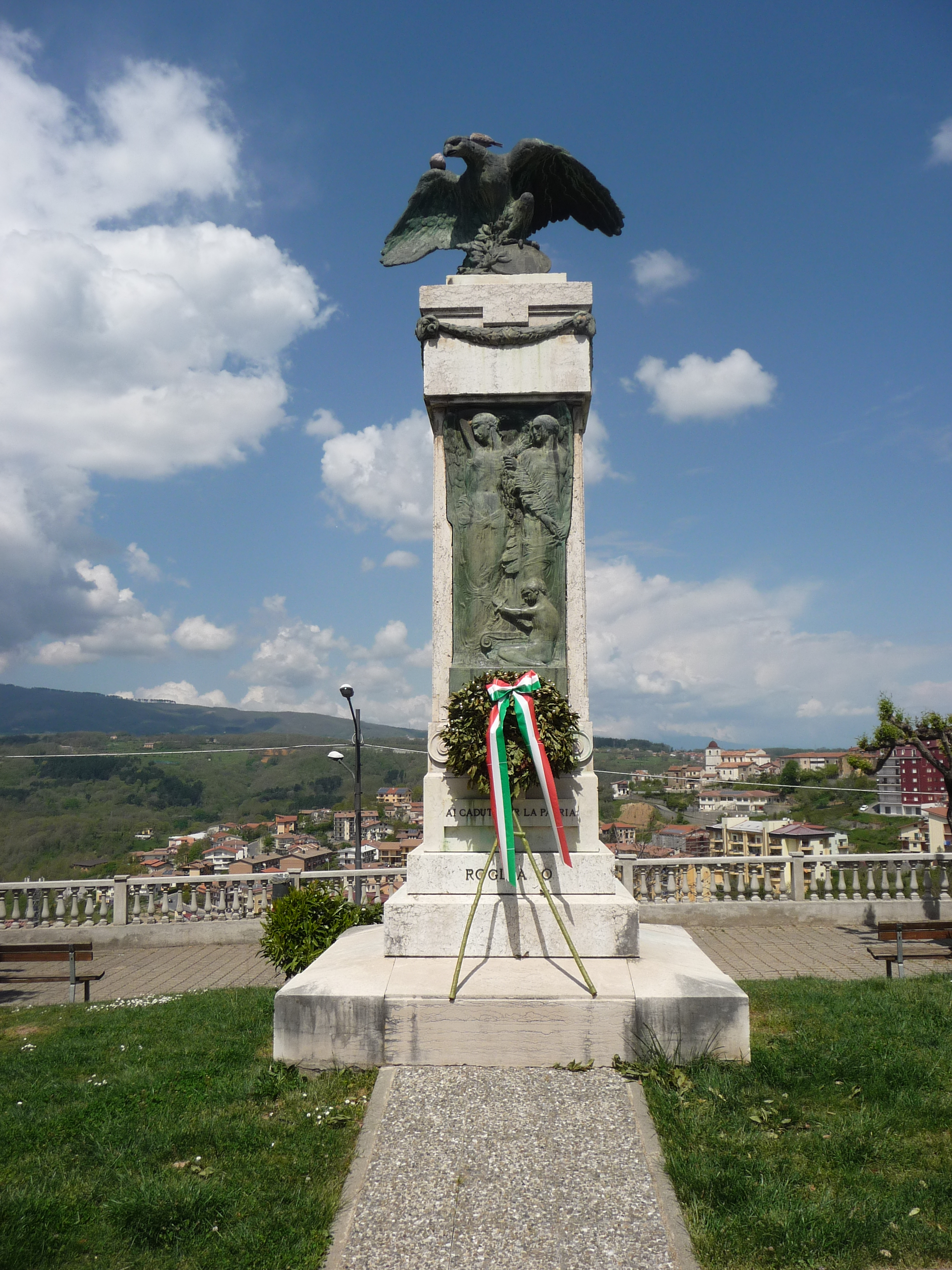
Monumento ai caduti di guerra
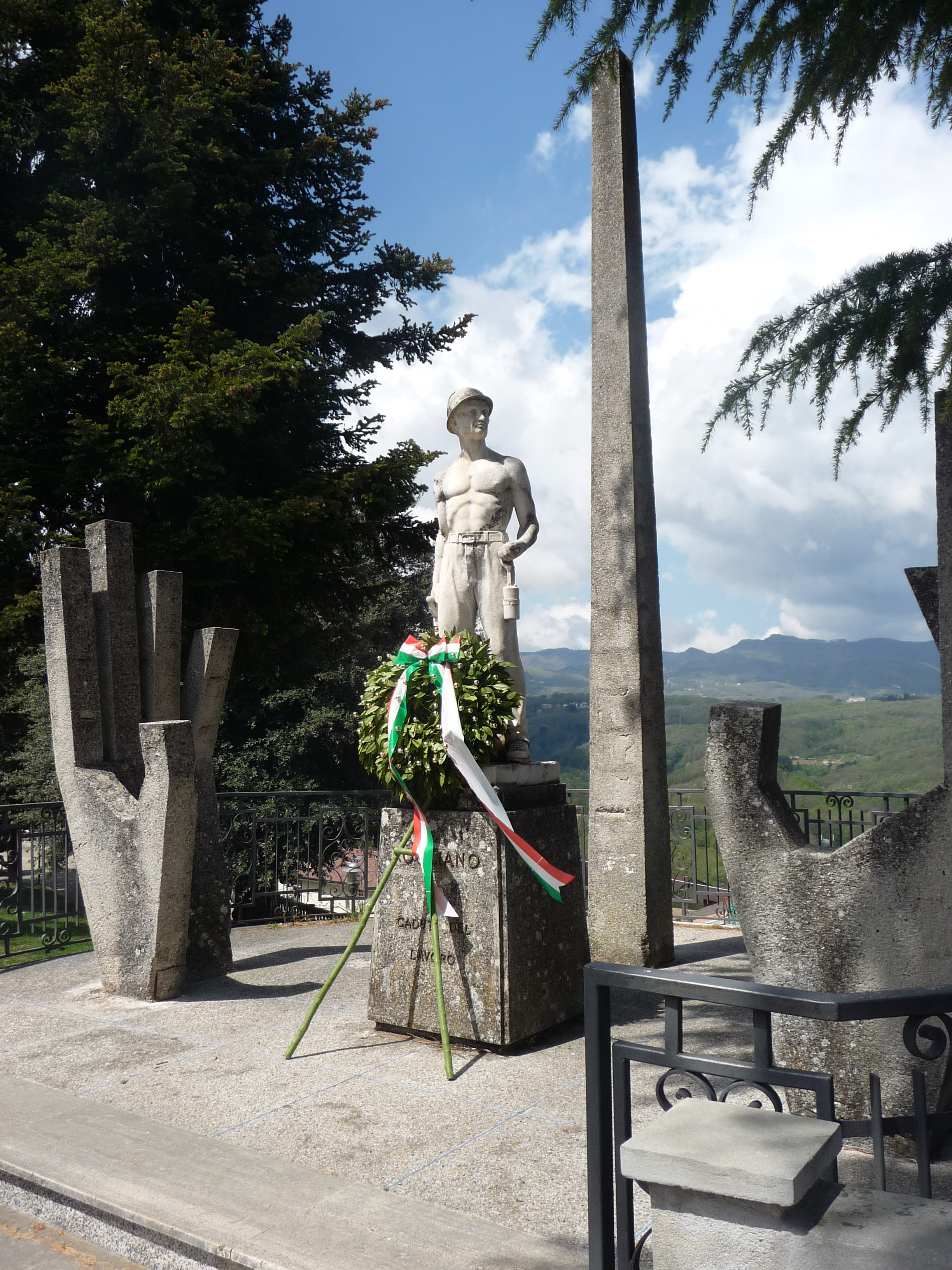
Monumento ai caduti del lavoro

## Società

### Evoluzione demografica
Abitanti censiti

## Cultura

### Cucina

#### Dolci
I dolci tipici natalizi sono e scauille, a base di uova, farina e anice. Questi dolci vengono fritti e passati nel miele o decorati con una glassa a base di chiare d'uovo, zucchero e limone. E chinuille sono mezzelune ripiene di uva passa, noci, marmellata e passate nel miele. I turdilli sono a base di uova, farina e vino bianco o vermout, fritti e passati nel miele, ammeuati si dice in dialetto locale. Anche  i buccunotti si preparano per Natale; sono dolcetti di pasta frolla ripieni di marmellata, uva passa, cioccolato.
La Domenica delle Palme si preparano i ginetti, tarallucci dolci con una glassa simile a quella delle scauille. 
La tradizione vuole che i bambini appendano alla parma i ginetti e altri dolcetti.
Per la Pasqua, come in molte zone della Calabria, si preparano e cuzzupe.
Altro tipico dolce roglianese sono i mustazzoui (mustaccioli in italiano) che vengono preparati con farina, miele, uova e bicarbonato; essi vengono infornati e pennellati con l'uovo.

### Eventi
La festa patronale è quella dell'Immacolata Concezione, che si festeggia l'8 dicembre.
Dal 2002, nella Domenica delle Palme, la parrocchia di San Pietro cura la realizzazione, per le vie del paese, della rappresentazione scenica della Passione di Cristo.

## Economia
Specialità locale è il Savuto doc, vino rosso di montagna che trova le sue origini all'epoca dell'Impero romano.
Inoltre Rogliano è noto per il pane, per i rinomati insaccati di maiale (sazizza, prisuttu e supressate) e per le sue castagne che vengono preparate in vari modi (al forno, al mosto cotto, al miele di castagno, al cioccolato, al bergamotto).
L'artigianato locale consiste nelle lavorazioni del cuoio, del ferro battuto, del legname e della ceramica.
Vanno ricordati, inoltre, i ricami e le loro applicazioni su lenzuola, asciugamani e tovaglie da tavola.

## Amministrazione

### Archeologia
La tutela archeologica del territorio comunale di Rogliano è esercitata dalla Soprintendenza per i Beni Archeologici della Calabria. Il responsabile territoriale è l'archeologo Domenico Marino, Direttore del Museo archeologico nazionale di Crotone. Il riferimento comunale è l'Ispettore Onorario del Ministero per i Beni Culturali e Ambientali, Ferdinando Perri.